# Gare de Gjøvik
La gare de Gjøvik est le terminus de la ligne de Gjøvik. La gare est proche du centre-ville et de la rive ouest du lac Mjøsa.
La gare est construite en briques. Le bâtiment est classé au patrimoine culturel norvégien depuis 2002.

## Situation ferroviaire
Etablie à 129,2 m d'altitude, la gare est située à 123,83 km d'Oslo.

## Service des voyageurs

### Accueil
La gare a un parking de 60 places et un parc à vélo. La gare est équipée de guichet ouvert du lundi au vendredi de 6 h à 20 h 30, le samedi de 8 h à 19 h 30 et le dimanche de 11 h à 20 h 30. Il y a également un kiosque et un café dans la gare qui possède en outre un service de consigne.

### Desserte
La gare est desservie par des trains régionaux en direction d'Oslo.

### Intermodalité
À côté de la gare ferroviaire se trouve une gare routière avec des bus en direction de Dokka, Fagernes, Lillehammer, Hamar, Hønefoss et de Vestre et Østre Toten.